# Татцельвурм

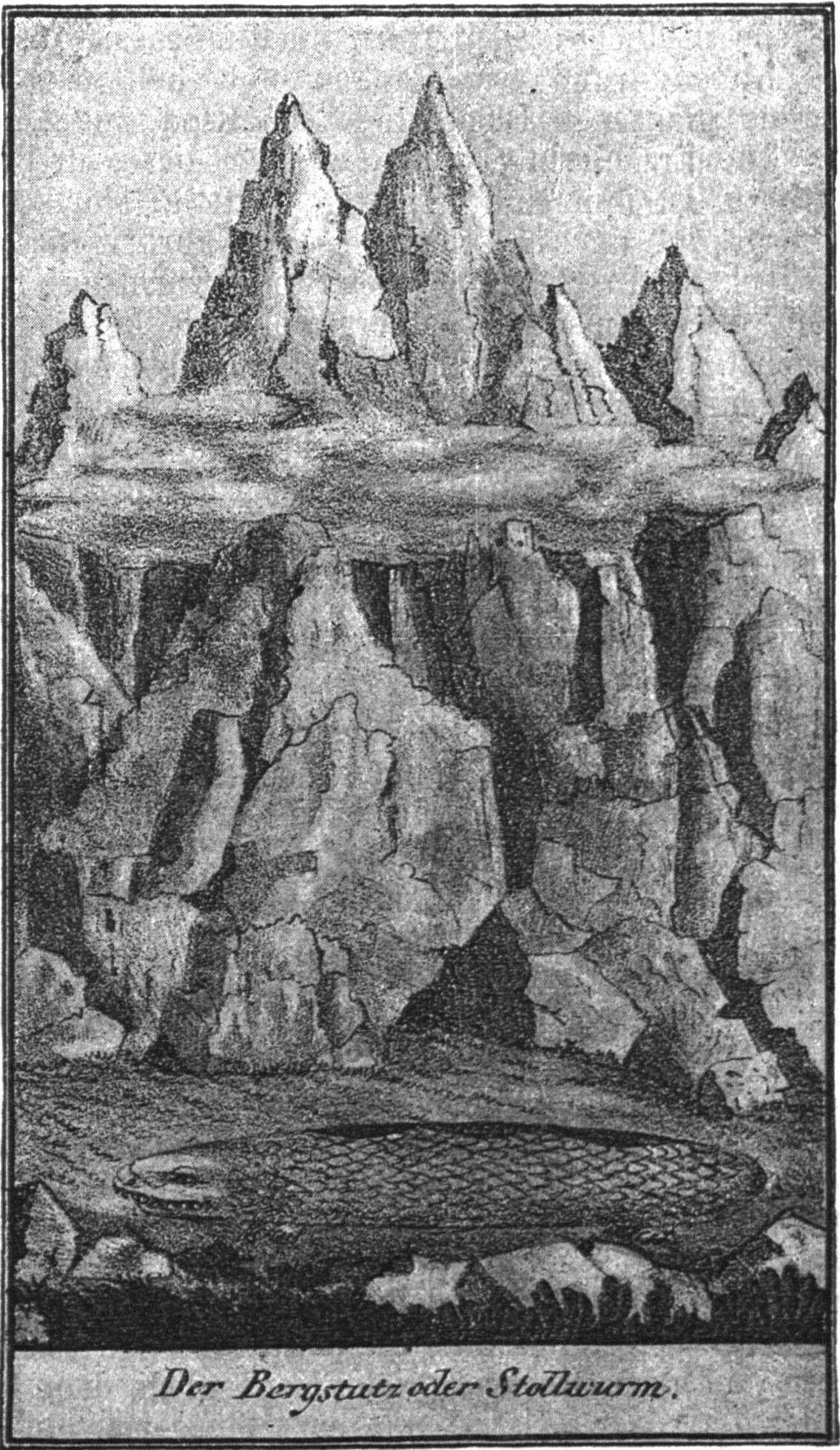
Иллюстрация из журнала немецко-австрийского альпийского клуба (1887 г.)

Татцельвурм (нем. Tatzelwurm, от немецкого Tatze — Лапа, и Wurm — Червь, то есть Червь с ножками), также Шпрингвурм, Штоллвурм, Хазельвурм, Мурбль) — мифическое существо, разновидность дракона, обитающая, согласно преданиям из фольклора альпийских горцев, в Альпийском регионе и прилегающих к нему странах. По мнению некоторых учёных (в первую очередь криптозоологов, но также и некоторых представителей официальной науки), существует и является амфибией или рептилией, распространённой в Альпах.
Альтернативные названия татцельвурма следующие: Springwurm («прыгающий червь»), Stollenwurm («червь с толстыми лапами») или Praatzelwurm Dazzelwurm (от местных топонимов) и юмористическое Bergstutzen («горная сигара»); во Франции также имеет название Arassas. Обычно описывается как большой, более метра в длину, «червь», змея или ящерица различных, как правило — тёмных, цветов, очень редко появляющаяся на поверхности земли и проводящая большую часть времени в пещерах и расселинах скал; тем не менее, многие описания татцельвурма имеют множество различий между собой. Источники информации об этом существе сильно отличаются друг от друга в вопросе числа конечностей татцельвурма — две пары лап (хотя изредка указывается, что их больше), одна пара или что он полностью безногий. Некоторые рассказывают о его большой агрессивности, вирулентности и ядовитости, а также о его нападениях на домашний скот.
Возможные реалистичные объяснения предполагаемого существования татцельвурма, предлагаемые криптозоологами, включают утверждения о том, что татцельвурм — вид саламандр, похожий на исполинскую саламандру, или что это ядовитая ящерица представляет собой вид семейства обитающих в Америке ящериц-ядозубов, — данное объяснение было предложено, в частности, Бернаром Эйвельмансом, много писавшим о татцельвурме и посвятившем ему большую главу в книге «По следам неизвестных животных». Другая теория предполагает, что татцельвурм — крупный экземпляр безногой ящерицы желтопузика балканского (Альпы находятся за пределами признанного зоологией ареала её обитания и тех мест, которых она способна была бы достичь) или другим неизвестным видом семейства веретеницевых. Вместе с тем сторонники реалистичного объяснения говорят о неправильной идентификации известных видов, упоминаниях наблюдений выдр, ласок и даже сурков. Некоторые исследователи и в этом случае (как и в случае со многими криптозоологическими существами) говорят о факторе влияния человеческой психики, которая может создать видения и галлюцинации причудливых существ, таких как татцельвурм, когда люди очень хотят увидеть что-то необычное и верят в это.

## Общие сведения
Татцельвурм, согласно большинству свидетельств, выглядит как змее- или саламандроподобный дракон. Согласно сопоставлению данных, предоставленных приблизительно 80 людьми, наблюдавшими это существо, его длина составляет от 45 см до 4 метров, толщина змееобразного тела равна от 6 до 80 сантиметров. Шкура его бывает бородавчатой, гладкой, покрытой чешуёй, щетинистой или покрытой костяными пластинами. Голова подобна голове тритона, саламандры, кошки, ящерицы или обезьяны. У татцельвурма бывает от 2 до 6 пар лап. Цвет шкуры может быть (согласно наблюдениям) белым, серым, желтоватым, жёлто-чёрным, коричневым, зелёным или красным. На спине у этого существа встречаются гребень или щетина.
Согласно различным сведениям, татцельвурм обладает совершенно противоположными качествами одновременно. Чудище и трусливо, и агрессивно. Иногда оно молниеносно набрасывается на свою жертву, а в некоторых случаях прячется и отсиживается в листве. Он издаёт тонкий, высокий свистящий звук (согласно одним свидетельствам) или совершенно нем (согласно другим). Укус татцельвурма крайне ядовит, в то же время его жир находит применение в крестьянском хозяйстве.
По многим признакам татцельвурм напоминает ядозубов, чей ареал в прошлом не ограничивался Америкой, как сейчас, а распространялся и на Евразию. Австрийский естествоиспытатель Якоб Николусси предложил дать татцельвурму латинское название Heloderma europaeum.
Большинство сообщений о татцельвурме поступало в XIX и первой половине XX века. Татцельвурм является наиболее часто «регистрируемым» драконом Европы. Ему посвящены многочисленные статьи в научных изданиях. Задокументировано не менее 100 заслуживающих внимания свидетельств о наблюдениях за этим существом, в том числе принадлежащих учёным-биологам, натуралистам, исследователям Альп и криптозоологам.
Ещё в XVIII—XIX веках значительное число зоологов было убеждено в существовании этого животного. О нём упоминает как об жителе Альпийского региона в своём Справочнике змей (Schlangenbuch) Конрад Геснер. Вот как описывает татцельвурма бернский учёный-натуралист Сэмюэль Штудер в 1814 году: Некая разновидность змеи с почти круглой головой, сравнимой с кошачьей, и с короткими, толстыми лапами. Бернское общество естественных наук выделило премию в 3 луидора тому, кто добудет это существо — живое или мёртвое. Два достоверных ранних описания этого животного оставил швейцарский учёный Якоб Вагнер (1641—1695). Его цитирует Иоганн Якоб Шойхцер в своей «Истории швейцарской природы». Сообщения о встречах человека с татцельвурмом в горных районах Германии, Австрии, Швейцарии и Южного Тироля относятся к 1660, 1711, 1723, 1779, 1840, 1850, 1867, 1870, 1881, 1921, 1926, 1929, 1932 и прочих годам.
Единственная фотография 1934 года, объявлявшаяся фотографией татцельвурма, рассматривается сейчас большинством учёных как подделка криптозоологов. В ряде историй о встречах с татцельвурмом упоминается о том, что его удавалось убивать, сохранять его труп, демонстрировать другим людям, в том числе большим скоплениям народа, и даже отдавать в руки учёных, однако, даже если что-то из этого было правдой, на сегодняшний день в руках учёных нет ни одного доказательства существования татцельвурма. Вероятнее всего, таким образом, что татцельвурм — это всего лишь легенда и вымышленное существо из фольклора альпийских горцев. Тем не менее, его поиски ведутся уже несколько столетий — больше, чем поиски любого другого криптозоологического существа, отдельные редкие сообщения о его наблюдениях поступают до сих пор, а его существование, несмотря на непризнание этого факта официальной наукой, допускается рядом серьёзных учёных — хотя бы потому, что очень многие его черты совершенно разные люди, не знакомые с сообщениями друг друга и жившие в разное время, указывают совершенно одинаковыми.

## Описание внешнего вида

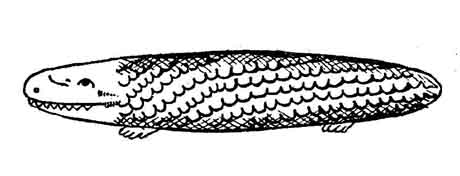
Рисунок 1835 года, изображающий татцельвурма

Веками татцельвурм описывался многими авторами как настоящее, реально существующее животное, но очень редко видимое человеком — ввиду того, что оно ведёт очень скрытный образ жизни. Его описание появлялось в книгах для охотников и натуралистов, таких как Neues Taschenbuch für Natur- Forst- und Jagdfreunde auf das Jahr  1836 года. В этой публикации есть даже рисунок создания, которое, по мнению авторов книги, выглядит как толстая сигара с тупыми концами, покрытая чешуёй, имеющее удлинённую морду, большие зубы и рудиментарные ноги. Подобные рисунки альпийских ящериц, в этот раз названных Stollenwurm, также публиковались в швейцарском календаре Alpenrosen 1841 года. О нём упоминает как об жителе Альпийского региона в своём Справочнике змей (Schlangenbuch) Конрад Геснер.
Одно из самых известных описаний животного было сделано в 1861 году. Она было написано Фридрихом фон Чуди в его книге Das Tierleben der Alpenwelt («Животные Альп»):
«В предгорьях Берна и в Юра существует широко распространённое убеждение, что там живёт что-то вроде пещерного червя, коренастое, длиной тела от 0,9 до 1,8 м и имеющее две коротких ноги, что появляется перед бурей после продолжительной засухи. (…) Многие честные и серьёзные люди клялись, что они видели это своими глазами».

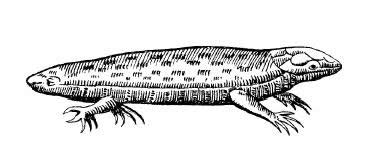
Рисунок странной альпийской ящерицы из книги 1640 года «История змей и драконов» Улиссе Альдровани

В 1930 году местные газеты и журналы провели опрос среди своих читателей об этом легендарном существе. Нашлось более 60 людей, которые утверждали, что они видели такое животное. По их описаниям, оно насчитывало 60-90 см в длину и имело тупое тело в форме цилиндра. Дальнейшее описание обращало внимание на коричневый цвет тела, темнее на спине, бледнее на животе. По словам респондентов, татцельвурм имел довольно широкую голову (тело животного не сужалось в её сторону) и большие, круглые глаза (из-за них морда животного иногда описывалась как похожая на кошачью). Главные расхождения имели место в описании маленьких, рудиментарные ног: в некоторых случаях говорили о четырёх, а в других — только о двух (некоторые утверждали, что задняя пара вообще отсутствует). По мнению ряда респондентов, татцельвурм шипит, как змея, и покрыт чешуёй.
В легендах и историях о татцельвурме также имеются менее «надёжные» в плане возможности поверить в них элементы. Это животное якобы отличается способностью прыгать на расстояние, значительно превышающее его размеры (2-3 метра). В дополнение к этому иногда описывается необычная агрессивность, нападения и раны, наносимые им крупному рогатому скоту, а во многих историях предостерегают от яда создания, даже дыхание которого якобы смертельно для человека.

## Сообщения о встречах с татцельвурмом
В литературе о неизвестных видах животных, а также в легендах и фольклоре Альп можно найти множество историй и сообщений о предполагаемых встречах с татцельвурмом. Доверие к ним относительно низкое, поскольку это в основном анонимные сообщения из уже довольно давних времён (в основном из девятнадцатого и начала двадцатого века, что заставляет даже многих сторонников существования животного признавать, что на сегодняшний день оно больше не существует). Кроме того, часто наблюдателей предполагаемого татцельвурма были дети, чьи истории криптозоологи не принимают всерьёз. До настоящего времени не удалось получить какой-либо подлинно научных зафиксированных наблюдений, которые отвечали условиям безусловного доверия.

### Ранние сообщения

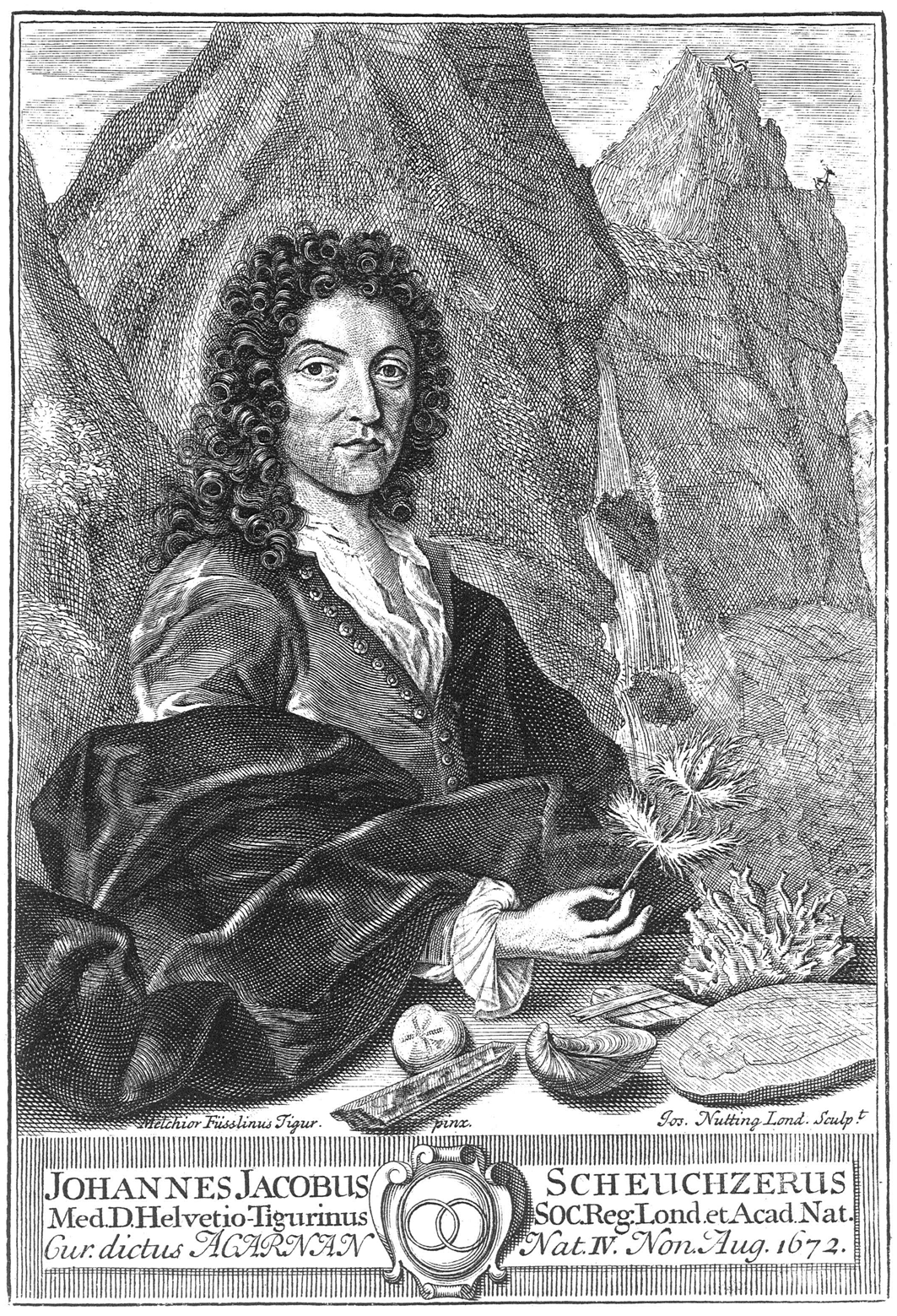
Портрет швейцарского зоолога Иоганна Якоба Шойхцера (1672—1733 г.г.), составившего одно из первых описаний «альпийского дракона»

"По легендам, «Драконы с головой, как кошки» якобы наблюдались в Альпах уже в конце XV века. Одно из первых записанных сообщений о встрече с татцельвурмом датировано 1673 годом. Описанный «дракон» якобы жил неподалёку от итальянского озера Намбино, примерно в двух километрах к западу от Санта-Мадонна-ди-Кампильо. Создание охотилось на овец, коз, а иногда даже нападало на людей. По одной версии, охотнику на медведей пришлось застрелить животное, но вскоре он сошёл с ума. Около 1850 года сохранённый труп этого «дракона» якобы выставлялся для обозрения общественностью в близлежащей церкви, но во время одной из реконструкций останки были выброшены. Ещё одна версия этой истории говорит о том, что местные жители заметили, что они приводят коров с выпаса уже «подоенными». Позже они обнаружили что к коровам подбирается татцельвурм и сосёт молоко у них прямо из вымени. Животное было убито, а его тело сохранено в близлежащей церкви. Множество сообщений о наблюдении альпийского «дракона» были собраны и описаны швейцарским зоологом Иоганном Якобом Шойхцером. В 1723 году этот исследователь написал работу Itinera в Helvetiae, которая является своего рода каталогом альпийской флоры. В этой книге много внимания уделено альпийским «драконам». Самое раннее упоминание о нём, приводимое Шойхцером, поступило от Андреаса Родунера из Альтзаха, который, путешествуя вместе с друзьями в верхнем Вагсенбергере, видел «дракона», который тут же встал «дыбы» на задние лапы. Предполагаемый свидетель утверждал позже, что животное, когда оно было на двух ногах, был ростом с человека. Это существо якобы было покрыто чешуей, имело четыре ноги, длинный хвост и голову как у кошки. Его живот, казалось, можно было разделить на сегменты, и густая грива покрывала спину животного. Ещё одно сообщение исходило от Жана Тиннера, фермера, который застрелил существо с семью ногами, длиной со шланг и с головой как у кошки. Существо якобы имело серый и чёрный цвет в разных местах тела.
Криптозоолог Лорен Коулман упоминал историю, которая якобы произошла в 1779 году, когда сельский житель был атакован двумя татцельвурмами во время сбора ягод в Мозерер-Лейтстубе. Они настолько напугали его, что он умер вскоре после этого на перевале Талбрук. Коулман описал памятную доску, находящуюся на пути к Шварцбаху возле Ункена, а также три её репродукции, на которой был рисунок человека, лежащего на животе, который охватывает нос рукой. По-видимому, он защищается от огненного дыхания двух татцельвурмов, сидящих на камне. Надпись под изображением гласила:
«От внезапного ужаса, он умер здесь, преследуемый прыгающими червями, Ханс Фукс из Ункена, 1779».
Животное, называемое Л. Хюбнером Bergstutzen, упоминается в одной из его книг 1796 года, где он называет его предметом многих вымышленных историй, созданных жителями Альп. Автор описывает создание как обладающее высокой ядовитостью, с четырьмя лапами и формой, представляющей собой нечто среднее между ящерицей и змеёй.

### Сообщения XIX века
Австрийский ботаник Джозеф Август Шульц в одной из своих книг, опубликованной в 1809 году, описывая свои путешествия в Верхней Австрии, рассказывает о небольших крокодилах, которых якобы видели в непосредственной близости от Гмундерера (современный Траун). В 1814 году профессор Штудер, в частности, писал о «почти всеобщем убеждении», сложившемся в кантоне Берн, о том, что в нём существует тип змея, который объявляет своим появлением об изменениях погоды. По описаниям свидетелей, это якобы существующее создание похоже на короткую и тонкую змею с одной, двумя или даже тремя парами ног.
В мае 1811 года в швейцарской долине Хаслитал местный учитель видел татцельвурма во время стрижки овец внутри сарая. «Отвратительное» животное сидело на сене, имело 1,8 м в длину, 30 см в высоту, имело две ноги и смотрело на испуганного человека. Татцельвурм, как описывается дальше, имел большие глаза, как у кур, раздвоенный язык, голову как у змеи (но больше), а также короткие, тонкие волосы на спине. Испуганный учитель убежал через несколько минут после того, как увидел животное.
Об уникальном виды змей сообщал в 1816 году австрийский учитель Франц Михель Виталер, заявивший, что в землях между австрийскими реками Ламмер и Зальцах живёт
«…тип змея, называемый жителями Альп Bergstutzen, которого они действительно боятся. Скорее всего, он имеет длину 2 и 1/3 фута и толщиной с руку сильного человека».
Год спустя Иоганн Рудольф Висс, профессор философии, знакомый с фольклором швейцарцев Берна, писал:
«Горные районы по-прежнему полны легенд и сообщений о змееподобном монстре, называемом региональным термином „Stollenwurm“, которого видят здесь почти каждый год, как можно судить по свидетельствам многих местных жителей. Описывается он как змей с очень короткими ножками, и из-за сходства со змеёй, как правило, известке как Würmer, из-за коротких тонких ног же — как Stollen; таким образом, таково имя созидания. Голова животного почти всегда описываются как круглая, подобная кошачьей, и есть две, четыре или даже больше ног, как гусеницы. Иногда они изображаются как волосатые и как правило, тонкие и короткие».
В 1819 года Висс также написал, что имеет высокое доверие к частоте историй, которые содержат аналогичные детали описания предполагаемого облика животного и рассказываются людьми, не знакомыми друг с другом. Он также отметил, что Бернское общество естественных наук назначило награду в 3 луидора за доставку создания живым или мёртвым. Никто не откликнулся на это предложение.
С 1826 года известна ещё одна история об атаке человека татцельвурмом. Мальчик, отправленный за маслом, якобы был убит этим созданием около Китцбюэле. На его теле были обнаружены многочисленные укусы, в то время как многие в этой области сообщали о том, что видели большую ящерицу. Она была названа Höckwurm, началась охота за существом, которая якобы даже была успешной. Примерно до 1870 года на месте гибели мальчика был размещена памятная доска с изображением создания. В 1833 году ещё один молодой человек будто бы встретил татцельвурма во время восхождения на холм возле австрийского Госау. По его описанию, животное было серебристо-серого цвета, толщиной с руку человека, имело два фута в длину, было похоже на змею и имело четыре маленьких ножки. Мужчина напал на него киркой, но животное отскочило и укусило его в руку. Когда человек домой, осмотревший его врач решил, что рана отравлена, и рекомендовал ампутацию руки. Мужчина не послушал его и умер через несколько месяцев.
В 1828 году, как сообщается, татцельвурм был едва ли не впервые найден мёртвым. Фон Чуди описывает это событие следующим образом:
«В 1828 году крестьянин из кантона Золотурн нашел его на осушенном болоте и поймал с намерением передать профессору Хуги (Hugi). Но прежде, чем он это заметил, вороны убили и съели пойманное животное. Крестьянин отнёс скелет в город Солур, где после долгих колебаний о том, как классифицировать его, его, наконец, отправили обратно в Гейдельберг. С тех пор все его следы теряются».
С 1845 года известна история двух 12-летних мальчиков, которые наткнулись на татцельвурма на склонах немецкой горы Вацманн, наблюдая сурков. Животное якобы имело красноватый цвет и уплощённую голову. Ног у него не отмечалось. Мальчики бросили в его сторону несколько камней, что разъярило существо; оно выпрямилось, как стрела, и начало преследовать их, плюясь и перемещаясь 3,5-метровыми прыжками. Им удалось бежать, и когда они рассказывали свою историю охотнику, то тот предупредил их, чтобы они никогда больше не пытались обидеть Bergstutzen'а.
С середины XVIII века также существует история о странном животном, называемом Murbl, живущим якобы у Вурмбаха, небольшого ручья, текущего возле Инсбрука. Якобы существующее красноватого цвета создание видели в 1827, 1853 и 1857 годах. А в 1881 году возле Бад-Миттерндорфа в Австрии двое мужчин встретились во время восхождения с животным. Они описали его как серое существо, которое лежало свернувшись на камне. Через некоторое время оно поползло, двигаясь медленно, в ближайшую пещеру. По описанию предполагаемых свидетелей, оно насчитывало 60 см в длину, его кожа была покрыта чешуёй, сильная пара передних ног были в длину около 2,5 см, а также — что снижает надёжность сообщения — оно имело две или три пары задних ног. Были отмечены слишком большие глаза. Ещё один интересный случай якобы произошёл 4 июля 1883 года на склонах австрийской горы Спилберг, где животное, похожее на ящерицу, имеющее 30 см в длину, как сообщается, видел Каспар Арнольд в течение приблизительно 20 минут из окон одного из местных ресторанов. По его описанию, создание было зелёно-коричневого цвета, не имело задних ног, а его тело было полностью гладким или имело чешую в очень малых масштабах. Предполагаемый свидетель был уверен, что это татцельвурм, которого не спутать ни с каким другим альпийским животным из известных науке. Другая встреча будто бы произошла через год, в августе 1884 года, в австрийском Голлинграбене: в горах отдыхал находящийся на каникулах 13-летний мальчик, который собирал цветы эдельвейса, залез на ограждение и якобы увидел на расстоянии 2 метров странное животное. По его описанию, оно было 50-60 см в длину, имело толщину с руку мужчину и две передние ноги, похоже на собачьи (мальчик не заметил задние ноги, но предположил, что они могли быть просто поджаты). Кожа предполагаемого татцельвурма, по его утверждению, была гладкой, окраска — коричнево-красно-серого цвета. Создание вело себя очень беспокойно и агрессивно. По этой причине мальчик убежал так быстро, как мог, оставив свою куртку и обувь. Несколько иная история, которую цитирует Лорен Коулман, якобы имела место в 1893 году в австрийском Стодертале. 17-летняя девушка гуляла со своей собакой, когда на неё внезапно напал неизвестный зверь, вилявший хвостом и плевавшийся вокруг. Девушка боялась за свою собаку, поэтому она убила существо, бросив в него тяжёлый камень. Татцельвурм, по описанию, будто бы имел 30-35 см в длину, и его тело было 4-5 см толщиной. Он имел треугольной формы голову и тёмные глаза, напоминая ящерицу с большими ноздрями и глазами как у крокодила, цвета сухой земли, с редким ворсом на гребне. Девушке пришлось бросить тело животного там, где она его убила и оставила.
В 1894 и 1895 годах (соответственно в Рандштадте возле Зальцбурга и Доннерсбачвалде) якобы произошла история, ставшая местной легендой, в которой охотники наблюдали битву ласки с Heckwurm'ом. Млекопитающее якобы сумело победить существо благодаря своей выгодной позиции на корне дерева или на листьях на земле. После победы и убийства существо было разорвано лаской на части. В 1901 году появилось более надёжное сообщение: фермер, который искал потерявшуюся овцу, видимо, встретил развалившегося на солнце Bergstutz 'а. Создание имело около 1 м в длину, голову, похожую на голову кота, но с более широким ртом, и большие масштабы по всему телу. Оно имело волосы, и тело животного, как утверждается, было цвета похожего на цвет жаб и ящериц. Существо также издавало звук свиста, похожий на звуки сурков.

### Сообщения XX века
Другое сообщение, которое цитирует А. фон Драсенович, появилось в 1908 году. Охотник якобы встретил татцельвурма возле Мурау в Штирии, на высоте 1500 м. По его описанию, создание имело около полуметра в длину, и его вытянутое тело было около 8 дюймов толщиной и четыре маленьких ноги. Когда охотник, держа нож наготове, приблизился к животному, татцельвурм прыгнул ему на лице. Несколько ударов ножа вынудили создание бежать. Предполагаемому свидетелю, по-видимому, удалось причинить ему вред. Кроме того, в 1908 году, недалеко от австрийского Куфштайна, Герман Фрауэнфелдер вместе со своим отцом, профессором естественных наук, якобы столкнулись с татцельвурмом. По их истории, они увидели дыру в склоне холма, из которой торчал хвост рептилии 60-70 см в длину. Оба мужчины якобы схватились за него и попытались вытащить создание из норы, но оказалось, что это животное начало затаскивать их в дыру. После 10 минут борьбы они вынуждены были отказаться от дальнейших попыток захвата рептилии. По словам очевидцев, предполагаемое животное должно было быть 160—180 см в длину и не ползло, как змея, а, скорее, отталкивалось при движении при помощи ног (которые, однако, были им не видны).
В мае 1914 года произошла вторая предполагаемая поимка живого татцельвурма. Около Постойны (в настоящее время Словения) солдат якобы видел некое животное, напомнившее ему крокодила, прячущееся за скалами. Как только оно заметило человека, то поднялось на задние лапы и оскалило зубы. По словам свидетеля, это существо имело 25-35 см в длину и 8 см в ширину. Голова создания была круглой с красноватыми глазами. Животное имело сильные ноги с длинными когтями, и тело его было серо-зелёным, покрытым чешуёй и источающим специфический запах. Солдат поймал существо своим кителем, наброшенным на него, завязав галстук и рукава. В этот момент существо якобы издало ужасающий звук, и тут же появилось другое, большее по размерам животное того же вида. Солдат начал бросать в него камни, что привело к тому, что создание убежало. Когда солдат вернулся в лагерь и показал своему командиру пойманное им животное, тот сказал, что это татцельвурм, который опасен своим страшным ядом, выделяемым из его кожи. Какое-то время татцельвурм якобы жил у солдат в сундуке, где питался жабами, мышами и маленькими змеями, которых они ему приносили. В этой местности существо считалось «реальным татцельвурмом». Точно так же оно было признано им, когда животное якобы было доставлено в штаб округа административных органов Адельсберга. Там он был убит, и из него было сделано чучело. Дальнейший ход его истории невозможно определить, потому что через два месяца началась Первая мировая война.
В 1914 году также появилось два других сообщения о предполагаемых встречах с животным. В первом случае итальянский фермер пахал поле, как вдруг он увидел странное существо, на которое напал с кнутом. Животное не пострадало, однако, и бежало, совершив невероятно длинный 15-метровый прыжок. В соответствии с описанием крестьянина, оно имело тело чёрного цвета с жёлтыми пятнами размером около 30 см длиной, короткий хвост длиной 3 см, голову как у лягушки и две передние ноги, которые двигались независимо друг от друга. Второй случай будто бы произошёл в июле 1914 года в Брэйне, где двое детей якобы видели странное животное, сражавшееся с двумя зелёными змеями. Создание имело 50 см в длину и большую голову.
Другая история, связанная с нахождением тела мёртвого животного, якобы произошла в 1920 году на леднике Аттеркар, в 5 км к юго-востоку от австрийского Зельдена. Охотники тогда будто бы нашли труп существа, частично вмёрзший в лёд. Они отрезали задние ноги животного, для того чтобы использовать их в качестве приманки для лис. После возвращения в Зельден они рассказал о своём открытии, которое вызвало оживлённую реакцию местных жителей, отправившихся к месту, где был найден труп. Как описывается, найденное животное имело 1 метр в длину и кожу «как у трески». Голова была длинной и лишённой ушей, челюсти имели ряды зубов, среди которых были резцы и коренные зубы. Сразу за головой располагались плавники и жабры, длиной с пальцы и шириной с руку. Тело в целом выглядело как рыбье, также от него исходил рыбный запах. Оно было сохранено одним из местных жителей и находилось года в его доме. Но 31 июля 1921 года эта хижина в низине ближайшего склона была разрушена. В это время предполагаемое тело загадочного существа было потеряно.
Два других случаях загадочных наблюдений якобы произошли в 1921 году. В одной из историй, на которую ссылается в своём описании Лорен Коулман, австрийский железнодорожник Мари Рейн неоднократно сообщали о встречах с животными с головами как у крокодилов и шестью ногами. Жители региона якобы называли их Kuschka. Однажды такое создание якобы было сбито поездом. Как указывалось, это был самец, 40 см в длину, он имел синюю голову и спину, серый живот, змеиную кожу и морду со множеством заострённых зубов (верхняя и нижняя челюсти имели по два больших клыка). Его глаза были большие и жёлтые, подобные кошачьим. В том же году двое охотников якобы наткнулись недалеко от австрийского Рауриса на татцельвурма на высоте 2000 м над уровнем моря. Один из них якобы выстрелил в животное, которое сделало прыжок в его сторону длиной 8 и высотой 3 метра. Существо имело серый цвет, длину тела 60-80 см, толщину с тонкую руку человека и голову, похожу. на кошачью, размером с кулак. Как описывали предполагаемые наблюдатели, животное имело только передние лапы. Год спустя 12-летняя девочка и её младшая сестра якобы обнаружили в лесу в итальянской долине Ультимо татцельвурма размером около половины указанного ранее.
В 1924 году якобы был найден скелет неизвестного животного. Находка была обнаружена в Муртале и состояла из затылка и грудных позвонков, а также из ребёр длиной 4-5 см. Студент-медик, осматривавший находку, решил, что это рыбий скелет. Неофициально, однако, утверждалось, что в этом нельзя уверенным из-за малых ребер. В том же самом месте, где якобы был обнаружен скелет, два года спустя 12-летний мальчик, пасший овец, якобы встретил подобное существо длиной не менее двух метров. В свою очередь в 1927 году появляется история о трёх лесорубах, которые якобы имели возможность наблюдать татцельвурма с расстояния шести метров. Каждый из них позже опрашивался об этом событии отдельно от других. Описания, представленные ими, совпадали друг с другом. Животное, которое они якобы видели, имело 50-60 см в длину, толщину тела такую, как рука взрослого мужчины, голову как у кошки с острыми зубы, но без каких-либо видимых ушей. Не было отмечено никаких видимых задних ног. Создание будто бы было очень агрессивными и издавало свистящие звуки или мурлыкало, как раздражённая кошка.
В 1937 году отец Трафожер, который возглавлял направление исследований легенд о татцельвурме, посетил итальянского фермера Йозефа Рейтерера, который утверждал, что осенью 1927 или 1928 года он встретил животное. Он возвращался вечером с мешком муки на спине с мельницы, как вдруг якобы почти наступил на «червя», лежащего на пути. Сначала он подумал, что животное спит, но вскоре татцельвурм принял предупредительную позу, приподнимая переднюю часть тела над землёй. Рейтерер якобы видел большое количество ног на животе животного. По его описанию, передние ноги был относительно высоки, но их длина снижалась в сторону хвоста — последние были размером с зубья пилы. Каждая конечность была оснащена некоторым числом пальцев. Фермер утверждал, что якобы встреченное им создание имело 40 см в длину, тонкий хвост, квадратную голову с поворотом шеи на 8-9 см в длину. Он также отметил заострённую морду и язык, хотя он не мог определить, было ли он раздвоен. Тело татцельвурма было тёмно-серым, живот немного светлее. Через некоторое время создание исчезло в кустах, растущих рядом с дорогой. Трафожер посетил Рейтерера ещё дважды — в 1944 и 1947 годах. По его просьбе фермер сделал два эскиза изображений животного. На первом число пар его ног составляет 7-8, а на втором — всего 5.
Ещё одна интересная отношения с предполагаемой встрече татцельвурма с учителем была рассказана швейцарцем в 1929 году; событие якобы имело место в пещере Темпеламайер. По его словам, как сообщает Бернард Эйвельманс, животное следует рассматривать скорее как амфибию, нежели как рептилию:
«Отдохнувшие среди скал, мои глаза стали искать вход в пещеру. Вдруг я увидел животное, как змея, растянувшееся на мокрых листьях, покрывавших землю. Его кожа была почти белая, гладкая, не покрытая чешуёй. Создание имело плоскую голову, в передней части его тела были замечены две очень короткие ноги. Оно как будто не обращало внимания на мой взгляд, но смотрело на меня всё время своими большими глазами. Распознавая с первого взгляда всех наших животных, я сразу понял, что это животное, не известное науке, — татцельвурм. Возбуждённый открытием и в то же время немного боявшийся, я попытался поймать животное, но безуспешно. С ловкостью ящерицы оно исчезло в небольшой дыре, и все мои усилия, предпринятые, чтобы найти его, не увенчались успехом. Я уверен, что это не плод моего воображения; я заметил животное в совершенно трезвом уме. Мой Tatzelwurm не имел больших лап с когтями — его лапы были короткие, как будто рудиментарные ноги, может быть — 40-45 см в длину. Очень вероятно, что татцельвурм — это редкий вид саламандр, живущих в сырых пещерах и очень редко выходящих на свет».
В 1933 году австрийский браконьер, как сообщается, наблюдали Bergstutzen'а с расстояния около 10 м. По его словам, существо было 50-55 см длиной, тёмно-серого цвета, имело только передние ноги и двигалось при помощи хвоста. В том же году рабочие, разбиравшие стену на берегу в Шпиттале, якобы в результате этой операции обнаружили странное животное в отверстии. Оно, как сообщается, имело 60 см в длину и было 5-6 см толщиной. Создание имело голову как у кота с большими глазами, относительно большие передние лапы (рабочие не могли определить, имеет ли животное такую же пару сзади). Наконец, очевидцы выбросили татцельвурма лопатой в реку Лизер. Животное переправилось через реку на высокой скорости, и рабочие потеряли его из виду. В это же время другой человек якобы видел аналогичное существо в том же районе во время перекапывания травы. Оно, по его словам, весило 5-7 кг, и он также бросил его в воду, используя нож.
В 1934 году в Альпы всё же была организована специальная научная экспедиция с целью изловить татцельвурма — правда, эта информация не является безусловно доказанной. В 1950 году его, согласно сообщениям, видели в горах Юра. В начале 1980-х исследователь Франсуа Муллер из Лозанны проводит изыскания в Южном Тироле, который считает последним прибежищем загадочного монстра. В 1948 и в 1968 годах поступали известия, что подобного дракона видели во французских Альпах. В 1984 году он появляется вблизи Аосты, а в 1963 году — недалеко от Удине.
Существа, подобные этому германскому дракону, согласно свидетельствам, наблюдались также на территории Италии, Испании, Франции, Румынии, Сербии и некоторых других европейских стран.
Джордж М. Эберхарт приводит историю одного из жителей Ленгстина в Италии, который летом 1969 года видел 90-дюймового зверя только с задними ногами. По его словам, создание пытались запугать свидетеля, «прыгая» ему на шею. Эберхарт также описывает случай, когда двое натуралистов в 1990 году обнаружили в Домодоссоле (Италия) скелет животного, напоминающего ящерицу. Однако нет никакой дополнительной информации об этом событии и о том, что произошло после предполагаемой находки.
Некоторые недавние сообщения поступили в начале 90-х годов XX века. В октябре 1991 года и в сентябре 1992 года Джузеппе Костале дважды наблюдал серую «бронированную» рептилию, двигавшуюся зигзагообразным способом. Встреча якобы произошла в итальянском ПиццоаХрониа.

## Спекуляции на тему татцельвурма
В ряде случаев предполагаемые встречи с татцельвурмом, о которых сообщали люди, оказывались доказанными ошибками или даже сознательным мошенничеством. Татцельвурм также часто был предметом шуток, появляясь в некоторых газетах по случаю Дня дурака. В 1939 году одна из мюнхенских газет описала историю о якобы произошедшем захвате неизвестного существа работниками рядом с городским каналом. Сенсация существовала недолго — вскоре выяснилось, что пойманное животное было аллеганским скрытожаберником, «дьяволом грязи» (Cryptobranchus alleganiensis), относящимся к семейству скрытожаберников, обитающему в Соединённых Штатах в реках и ручьях. Это животное сбежало из зоопарка Хеллабурна двумя годами ранее.
Как мошенничество были разоблачены два других, более ранних сообщения (с 1930 года): фотография предполагаемого татцельвурма возле баварского озера Иберзе и убитая двумя мужчинами крупная ящерица в Верхней Австрии. Точно так же закончилось дело 1944 года — двое молодых людей представили австрийским экспертам чучело животного, утверждая, что это легендарный татцельвурм. В конце концов стало ясно, что это был австралийский Короткохвостый сцинк (Tiliqua Rugosa, ранее известный как Trachydosaurus rugosus).

## Фотография 1934 года и её анализ
В 1934 году швейцарец по имени Балкин опубликовал на страницах Berliner Zeitung Illustrierte сделанную им фотографию, якобы изображающую татцельвурма. По его словам, она была сделана в области Майринген. Фотографу пришла в голову мысль, что он поймал в объектив живое существо, а не какую-то кочку, только тогда, когда фотографируемый объект начал двигаться в его сторону. Фотография Balkina стала кратковременной сенсацией, и на страницах газеты было опубликовано, что планируется финансировать экспедицию, направленную на доказательство предполагаемого существования животного. История, однако, не оказалась жизнеспособной — спустя нескольких месяцев татцельвурм перестал быть привлекательной новинкой. Все планы по экспедиции были отменены.
В настоящее время фотография Балкина считается подделкой. Бернар Эйвельманс говорил о фотографии, что «возможно, на ней действительно изображено создание природы, хотя она выглядит больше похожей на фотографию, сделанную с иллюстрации, хотя на ней можно различить даже рисунок на голове и выступающие зубы». По словам Джорджа М. Эберхарта, однако, данная фотография представляет собой снимок стилизованной керамической фигурки рыбы.
В XXI веке, когда появился Интернет, в свою очередь появилась другая таинственная фотография, показывающая скелет татцельвурма, якобы обнаруженный в первые годы XX века и находящийся в Женевском институте науки. На фотографии изображён белый скелет змееподобного существа, с большой головой с острыми зубами и передними лапы с длинными когтями. Предполагаемый скелет татцельвурма покоится на прямоугольной плите. Хотя она является и очень эффектной, фотография в настоящее время считается подделкой, как и история, связанная с ней. Считается, что она было сделана специально с целью привлечения туристов, готовых отправиться в Альпы, чтобы найти таинственное существо, якобы живущее там.

## Реалистичные попытки объяснения
Хотя татцельвурм не признаётся официальной наукой как реально существующее животное, подавляющее большинство криптозоологов утверждает, что сообщения о наблюдениях этого существа являются подлинными. По их мнению, однако, из-за отсутствия сообщений о встречах с животным в течение последних нескольких десятилетий это, вероятно, уже вымерший вид. Однако даже в 50-х годах XX века Бернард Эйвельманс, считающийся «отцом криптозоологии», писал:
«Не существует никаких сомнений, однако, в том, что татцельвурм существует, хотя и не установлено, является ли он европейским видом тарараки, огромным сцинком, саламандрой или каким-либо неизвестным животным. Даже в стране, известной основательно, от начала до конца, не все животные могут быть исследованы наукой. Много времени пройдёт, прежде чем мы будем знать досконально весь мир. Мы можем ожидать много других сюрпризов для зоопарков».
Доверие к сообщением о татцельвурме была поставлено под сомнение в 1934 году доктором зоологии Отто Стейнбоком, который провёл очень серьёзный анализ всех найденных им сообщений об этом существе. Он отметил, что среди 85 проанализированных им сообщений только три были получены от учителей и один — от инженера, то есть от образованных людей. Все прочие он назвал «просто сказкой жителей Альп». 43 % сообщений он признал встречами с известными змеями, 27 % счёл неубедительными из-за отсутствия точной информации или невероятной детализации и 7 % отверг как выдумки и обман. Остальное — по словам Стейнбока — можно легко объяснить наблюдениями известных видов амфибий, ящериц и млекопитающих.
Одна из новых теорий о происхождении существа предполагает, что за татцельвурма могут принимать бродящую в горах выдру. Этот хищник имеет гибкое, вытянутое тело и часто движется с высокой скоростью. Он также может двигаться зигзагами прижавшись к земле, а также издавать шипящий звук, похожий на шипение змеи. Швейцарский натуралист Леон Ревиллоид выдвинул теорию, что за татцельвурма могли принять барсука, который потерял все волосы. Эти теории, тем не менее, не кажутся слишком надёжными, поскольку трудно предположить, что на протяжении многих столетий жители Альп принимали простых, знакомых им животных за необычных, странных и агрессивных существ.
В свою очередь барон Джозеф фон Даблхофф-Дир, австрийский дипломат, который был одним из первых, писавшим работы только о татцельвурме, утверждал, что за неизвестное животное могли быть приняты, например, млекопитающие — сурки или ласки.
Богослов, физик и геолог доктор Карл Месбергер в статье 1931 года также принимал во внимание указанные выше виды в качестве «кандидатов» на роль татцельвурма, а также других — таких, как горностай. Он также утверждал, что в ряде случаев, о которых сообщали, за татцельвурма могут быть приняты голые, удлинённые млекопитающие, страдающие от кожных заболеваний, вызывающих выпадение волос и приводящих к необычному внешнему виду кожи (например, она напоминающей рыбью чешую).
Многие противники существования татцельвурма как криптозоологического животного в своих исследованиях указывают, что он не может быть ящерицей, поскольку они не ядовиты. Тем не менее, есть исключение — ядозубы, семейство ядовитых ящериц, которые включают в себя только два вида, обитающих в Америке: арзонский ядозуб (Heloderma suspectum) и мексиканский ядозуб (Heloderma horridum). Поэтому, возможно, татцельвурм — некий до сих пор неизвестный вид ядозубов, обитающий в Европе. При этом теория учитывает ряд особенностей животного, о которых сообщалось предполагаемыми свидетелями. Эти рептилии имеют длину около 75 см, приземистое, коренастое тело с коротким, толстым и тупым хвостом и острыми клыками, расположенными в нижней челюсти. Эти особенности действительно указывают на возможное близкое родство татцельвурма с ядозубами, ввиду чего австрийский натуралист Якоб Николасси предложил дать ему латинское имя Heloderma europaeum. Тем не менее, Эйвельманс указывает, что сообщения о ядовитости существа можно встретить только среди рассказов жителей Альп.
Другой рептилией, которая может быть легендарным татцельвурмом, если он существует, может оказаться один из неизвестных науке видов веретениц. Эйвельманс цитирует мнение Роберта Кирша, утверждавшего, что это создание может быть своего рода большой веретеницей. Выглядящие как змеи, эти животные на самом деле — ящерицы, однако безногие. Возможно, хорошим «кандидатом» для разъяснения этой загадки является желтопузик балканский (Ophisaurus apodus) — вид веретениц, длина тела которого 120 см, что делает его крупнейшей ящерицей Европы. Желтопузик обитает на Балканском полуострове, в Малой Азии и на Аравийском полуострове. Возможно, некоторые отдельные его особи могли добраться до Альп. Тенденция к атрофии ног характерна и для нескольких других семейств ящериц.
Только две передние ноги имеет мексиканская ящерица Bipes caniculatus. Очень короткие ноги также у сцинков. Один из них, Chalcides striatus, проживает в районах южной Франции. Он вырастает в длину до 60 см. Как отмечал Эйвельманс, его потенциальный ареал можно расширить до территорий, где якобы видели татцельвурма. Поэтому, возможно, в Южной Европе обитает большой неизвестный науке вид сцинков.
Другие предлагавшиеся объяснения загадки татцельвурма рассматривает криптозоолог Лорен Коулман. По его мнению, за неизвестное животное могли быть приняты обычные змеи с деформированными гениталиями. Коулман отмечает, что многие свидетели могли перепутать хвост таких особей с головой (поэтому, например, поступала информация о коротком, тупом хвосте у татцельвурма), а также с половыми органами, выступающими из передних ног. Чтобы подтвердить эту теорию, Коулман приводит случай мая 1944 года, когда директор школы послал за учёным, прося того идентифицировать труп найденного животного. Он утверждал, что тело может принадлежать неизвестному науке татцельвурму или змею, который умер от попыток выбраться из его тела не полностью переваренного им животного. После изучения трупа оказалось, что они были остатки обыкновенной гадюки (Vipera Berus) с деформированными половыми органами, напоминающими ноги по внешнему виду.
Некоторые описания предполагаемого татцельвурма напоминают описания земноводного животного. Некоторые сообщения указывают на животное, похожее по внешнему виду на озёрного сирена (Siren lacertina). Это животное обитает на юге Соединённых Штатов и похоже на больших рептилий, имея при этом только переднюю пару ног. Крупные особи могут вырастать до 90 см в длину. Сирен ведёт скрытный образ жизни, оставаясь обычно укрытым в грязи. Появляется на поверхности после дождя для охоты на насекомых, червей, мелких рыб и улиток. Возможно, подобный вид также населял Европу до недавнего времени.
Ульрих Мэгин предположил, что татцельвурм — это неизвестный науке европейский вид саламандр, родственник китайской исполинской саламандры (Andrias davidianus), которая может вырасти до 1,8 метров в длину.
И, разумеется, все или, по крайней мере, многие сообщения о татцельвурме могут быть связаны с реакцией человеческой психики. Волны сообщений о предполагаемых встречах с различными «существами» часто являются примерами массовой истерии (которая может вызвать временное нарушение нормального восприятия реальности), визуальных галлюцинаций или случаями парейдолии. Эта теория вполне может быть объяснением наблюдений татцельвурма: можно предположить, что люди, которые приехали в Альпы, желая увидеть неизвестное, опасное животное, интерпретировали как таковое вполне обычного вида объекты (например, ветви дерева или камни) или явления.
Профессор зоологии Карл Вильгельм фон Далла Торре в своей книге 1887 года утверждает, что татцельвурм может быть мифическим существом, созданным путём объединения нескольких черт обычных животного (как в случае легендарного дракона, сочетающего в себе черты ящерицы и летучей мыши).
Уже упомянутый Даблхофф-Дир указывает, что, по его мнению, большинство сообщений о встречах с татцельвурмом поступают от людей, которые видели на самом деле представителей видов животных, известных науке, но голод и истощение, связанные с тяжёлыми условиями высокогорья, приводили к искажению их нормального зрения и слуха. Им казалось, что видят каких-то странных существ. Другое объяснение, предложенное Даблхоффом, ссылаясь на психику человека, указывает на ситуацию, когда человек паникует, видя обычную змею. Затем наступает стыд, после чего появляется страх, что об этой истории узнают. В результате рождается вымышленная история о встрече с предположительно опасным и загадочным зверем.